# Карпиловка (Сарненский район)
Карпиловка (укр. Карпилівка) — село, центр Карпиловского сельского совета Сарненского района Ровненской области Украины.
Население по переписи 2023 года составляло 2300 человек. Почтовый индекс — 34513. Телефонный код — 3655. Код КОАТУУ — 5625482301.

## Местный совет
34513, Ровненская обл., Сарненский р-н, с. Карпиловка, ул. Советская, 41.